# Староселье (Калининградская область)
Староселье (до 1946 года Шультиттен, нем. Schultitten) — посёлок в Багратионовском районе Калининградской области. Входит в состав Гвардейского сельского поселения.

## География
Рядом протекает река Резвая. Проходит дорога 27к-182.

## История
В 1946 году Шультиттен был переименован посёлок Староселье (от Шультиттена ещё появился посёлок Стрельня и ж.д станция Стрельня Новая).

## Население
| 2002 | 2010 |
| ---- | ---- |
| 76   | ↘66  |